# Johann von Dalberg

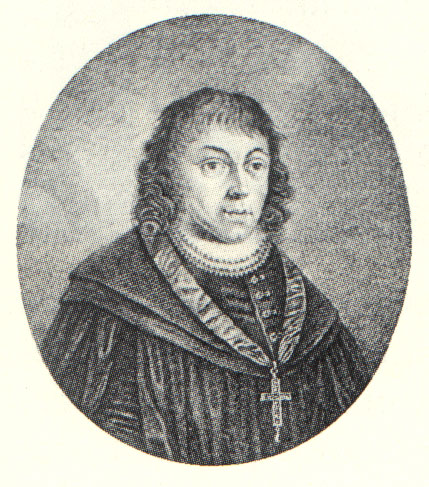
Johann von Dalberg

Johann von Dalberg (ur. 14 sierpnia 1455 w Oppenheimie, zm. 27 lipca 1503 w Heidelbergu) – biskup Wormacji w latach 1482-1503.
Studiował w Erfurcie i we Włoszech, po czym uzyskał doktorat obojga praw. Został doradcą elektora Palatynatu Filipa Wittelsbacha oraz wychowawcą jego dzieci. W 1480 objął funkcję kanclerza na uniwersytecie w Heidelbergu, a dwa lata później został mianowany biskupem Wormacji. Odegrał znaczną rolę w krzewieniu humanizmu w Niemczech, czyniąc z uniwersytetu w Heidelbergu oraz z własnej rezydencji ważne ośrodki życia naukowego i politycznego. Dalberg pomnożył zbiory biblioteczne oraz skupiał wokół siebie ludzi nauki (Rudolfa Agricolę, Jana Tritemiusza, Konrada Celtisa).